# Kimberlie och Andy
Kimberlie och Andy är huvudpersonerna i en äventyrsserie för ungdomar av Kim Kimselius. Handlingen utspelar sig på Nya Zeeland.
Kimberlie är en ung flicka som åker till Nya Zeeland med sin familj för att träffa släktingar och utforska landet. I Nya Zeeland träffar hon Andy. Tillsammans är de med om spännande äventyr.

## Böckerna i serien
1. Kimberlie – Äventyr på Nya Zeeland
2. Kimberlie – Ett nytt liv
3. Kimberlie – Främlingar